# 우크라인스카 프라우다

우크라인스카 프라우다(우크라이나어: Українська правда, 의미는 우크라이나의 진실)는 우크라이나에서 인기있는 인터넷 신문이다. 헤오르히 곤가제가 발간했다. 편집장은 올레나 프리툴라이다.